# ムニル・オバディ
ムニル・オバディ（アラビア語: منير عبادي, ラテン文字表記: Mounir Obbadi, 1983年4月4日 - ）は、フランス・イヴリーヌ県ムラン出身の元モロッコ代表サッカー選手。現役時代のポジションは、ミッドフィールダー。

## 経歴
2015年7月、リーグ・アンのリールと2年契約を結んだ。
2016-17シーズン終了に伴いOGCニースを退団し、2017年12月22日にラジャ・カサブランカと半年間の契約を締結。自身のルーツとなるモロッコで初めてプレーすることとなった。

## タイトル

### クラブ
モナコ
- リーグ・ドゥ : 2012-13

### 個人
- トロフェ・UNFP・デュ・フットボール：2012-2013リーグ・ドゥ年間最優秀チーム